# أرنولد فلامرسفيلد
أرنولد فلامرسفيلد (بالألمانية: Arnold Flammersfeld)‏ (10 فبراير 1913 -5 يناير 2001) فيزيائي ألماني عمل في مشروع الطاقة النووية الألماني خلال الحرب العالمية الثانية . في عام 1954، عمل أستاذا للفيزياء في جامعة غوتنغن.